# Frants Hvass
Frants Hvass (* 29. April 1896 in Kopenhagen; † 21. Dezember 1982 ebenda) war ein dänischer Diplomat.

## Werdegang
Hvass war am 23. Juni 1944 zusammen mit Eigil Juel Henningsen, Inspekteur des dänischen Gesundheitswesens, und dem Schweizer Maurice Rossel in der Delegation, die das Ghetto Theresienstadt besuchte.
Hvass war von 1945 bis 1948 Erster Direktor des dänischen Ministeriums für Auswärtige Angelegenheiten. 1948 übernahm er die Leitung der dänischen Militärmission in Berlin und wurde 1949 Leiter der Mission bei der Alliierten Hohen Kommission in Bonn. Von 1951 bis 1966 war er Königlich-Dänischer Botschafter in Bonn.

## Ehrungen
- 1960: Großes Verdienstkreuz mit Stern und Schulterband der Bundesrepublik Deutschland.[2]